# Wjatscheslaw Dmitrijewitsch Sudow
Wjatscheslaw Dmitrijewitsch Sudow (russisch Вячеслав Дмитриевич Зудов, wiss. Transliteration Vjačeslav Dmitrievič Zudov; * 8. Januar 1942 in Bor, Sowjetunion; † 12. Juni 2024) war ein Pilot und sowjetischer Kosmonaut.
Nachdem Wjatscheslaw Sudow 1963 die Höhere Militärfliegerpilotenschule in Balaschow absolviert hatte, wurde er durch das Juri-Gagarin-Kosmonautentrainingszentrum am 23. Oktober 1965 als Kosmonaut ausgewählt. Der Pilot und Fallschirmspringer absolvierte die Grundausbildung für Kosmonauten OKP von November 1965 bis Dezember 1967.
Sudow war für einen Flug vorgesehen, mit dem das Manöver von Sojus 4 und Sojus 5 wiederholt werden sollte. Dieser Flug wurde jedoch abgesagt.
Er bildete als Kommandant mit Waleri Roschdestwenski die zweite Ersatzbesatzung für Sojus 15. Beide rückten für Sojus 21 in die erste Ersatzbesatzung auf und flogen 1976 mit Sojus 23 in den Weltraum. Das Raumschiff näherte sich der Raumstation Saljut 5 an, aufgrund technischer Probleme gelang aber keine Kopplung. Die Landung erfolgte nachts auf dem teilweise gefrorenen Tengizsee während eines Schneesturms. Dabei durchschlug die Landekapsel die Eisdecke, blieb aber schwimmfähig. Sudow und Roschdestwenski konnten erst im Laufe des folgenden Tages mit Mühe vom zugefrorenen Tengizsee geborgen werden.  
1980 bildete Sudow mit Boris Andrejew die erste Ersatzbesatzung für Sojus 35, die vierte Stammbesatzung der Raumstation Saljut 6. Im März 1981 sollte Sudow als Kommandant zusammen mit Andrejew mit Sojus T-4 als sechste und letzte Stammmannschaft (EO-6) zur Station fliegen. Aufgrund des Zustands der Raumstation und im Ergebnis des Trainings wurde ihm jedoch der erfahrenere Kosmonaut Wladimir Kowaljonok als Kommandant vorgezogen, so dass Sudow und Andrejew wieder nur die Reservebesatzung bildeten.
1979 war Wjatscheslaw Sudow Absolvent der Militärakademie der Luftstreitkräfte „J. A. Gagarin“. Nach seinem Ausscheiden aus dem Kosmonautencorps am 14. Mai 1987 war Sudow zuerst in der kommerziellen Forschung tätig, später in der Zollverwaltung, wo er bis zu seiner Versetzung in den Ruhestand blieb. Sudow war Oberst der Reserve der russischen Luftstreitkräfte.
Für seine Leistungen erhielt Sudow im Jahr 1976 den Titel Held der Sowjetunion. Er war verheiratet und hatte zwei Kinder. Er starb am 12. Juni 2024 im Alter von 82 Jahren.